# 제민일보
제민일보(濟民日報)는 대한민국 제주 지역의 대표 일간지로, 1990년 초 《제주신문》이 폐업된 후 그 사원들이 6월 2일 창간했다.